# Klanjateljice Krvi Kristove
Sestre Klanjateljice Krvi Kristove (lat. Sorores Adoratrices Pretiossimi Sanguinis, oznaka A.S.C.) ženska je katolička redovnička družba koju je osnovala sv. Marija De Mattias 1834. Generalna kuća i novicijat Družbe nalaze se u Rimu.
Zaštitnici Družbe su sveti Josip i sveti Franjo Ksaverski.

## Bosna i Hercegovina
Prva redovnica u Bosni i prva poglavarica samostana Nazaret kod Banja Luke bila je Hermina Gantert.
U Bosni i Hercegovini članice Družbe djeluju u samostanu „Novi Nazaret” u Banjoj Luci, Samostanu sv. Josipa u Bihaću, Samostanu Duha Svetoga u Glamoču, Samostanu Srca Isusova u Kongori, Samostanu Svete Obitelji u Novoj Topoli, Samostanu Krvi Kristove u Sarajevu, Vidovicama i Zenici.
Članice Družbe vode Dom za studentice „Hermina Gantert” u Sarajevu i Knjižnicu sv. Josipa u Bihaću.

## Hrvatska
U Hrvatskoj djeluju u župi sv. Ane u Bjelovaru, Samostanu BDM Pomoćnice u Hrvatskoj Kostajnici, Samostanu Majke Suotkupiteljice u Ivanecu, Samostanu Duha Svetoga u Karlovcu, Samostanu Navještenja BDM u Kutini, Samostanu sv. Franje Ksavera u Novoj Gradiški, Samostanu Svete Obitelji u Okučanima, Samostanu Marije Zvijezde mora na Olibu, Samostanu Kraljice Krunice u Ražanacu, Samostanu sv. Fauste na Silbi, u Sukošanu, Vrsaru, Borovu Naselju, Samostanu Krvi Kristove u Zadru te na trima lokacijama u Zagrebu (Samostan sv. Terezije od Djeteta Isusa u Miramarskoj, Samostan Srca Isusova u Podsusedu i Samostan sv. Josipa na Tuškancu, koji je ujedno i regionalna kuća).
Redovnice Klanjateljice Krvi Kristove iz Zagreba rade na medicinskoj skrbi i njezi korisnika Svećeničkog doma u Varaždinu.
Sestre u Hrvatskoj vode Dom „Dragi bližnji” za starije i nemoćne osobe u Okučanima, Dom za studentice „Marija De Mattias” u Zagrebu, Izdavački centar Zajedništvo u Zagrebu i Zakladu „Marija De Mattias” u Zagrebu.

## Svetci i blaženici
- sv. Marija De Mattias, utemeljiteljica
- Serafina Cinque, službenica Božja

## Vanjske poveznice
- Klanjateljice Krvi Kristove